# Aero Fighters 3
Aero Fighters 3 (ソニックウィングス 3, Sonic Wings 3 au Japon) est un jeu vidéo de type shoot them up développé par Video System et édité par SNK en 1995 sur Neo-Geo MVS, Neo-Geo AES et Neo-Geo CD (NGM / NGH 097),,.